# Delphinium rutoense
Delphinium rutoense là một loài thực vật có hoa trong họ Mao lương. Loài này được J.T.Pan mô tả khoa học đầu tiên năm 1979.